# Realkreditinstitut
Realkreditinstitut (englisch Real estate bank) ist im Bankwesen der Oberbegriff für Spezialbanken, die Immobilienfinanzierung betreiben und diese ganz oder teilweise durch die Emission von Pfandbriefen oder Hypothekenanleihen refinanzieren. 

## Arten
Die Deutsche Bundesbank nimmt ihre Einteilung der Kreditinstitute nach Bankengruppen aufgrund bankaufsichtlicher Gesichtspunkte vor und führt unter den Realkreditinstituten die Teilsegmente Private Hypothekenbanken, Schiffsbanken und sonstige private Realkreditinstitute auf (15 Institute). Hierin enthalten sind auch Grundkreditanstalten, öffentlich-rechtlich organisierte Realkreditinstitute. Die Bundesbank unterteilt sie in Wohnungsbaukreditanstalten (Hamburgische Wohnungsbaukreditanstalt) und Agrarkreditinstitute (Calenberger Kreditverein und Ritterschaftliches Kreditinstitut Stade). Das Pfandbriefgesetz vom Juli 2005 führte den Begriff Pfandbriefbanken ein, womit die bisherigen Hypothekenbanken erfasst werden. Letztere dürfen ihren Namen nach § 43 PfandBG weiterhin behalten.
Zu den Realkreditinstituten gehören außer den Hypotheken-, Schiffs- und Pfandbriefbanken auch Universalbanken, die – neben anderen Bankgeschäften – auch Immobilienfinanzierungen anbieten und diese durch Pfandbriefe refinanzieren. Dies ist durch das geltende PfandBG ausdrücklich erlaubt, denn es hat das Spezialbankprinzip des ehemaligen Hypothekenbankgesetzes abgeschafft. Diese Institute nennt man „gemischte Realkreditinstitute“.

## Geschäftstätigkeit
Reine Realkreditinstitute beleihen Wohn- und Gewerbeimmobilien, wobei sie nach § 14 PfandBG bei der Kreditgewährung lediglich eine Beleihungsgrenze von 60 % des Beleihungswerts ausschöpfen dürfen. Dabei handelt es sich um den Realkredit, nach dem sie benannt sind. Dieses Aktivgeschäft wird durch das Pfandbriefgeschäft refinanziert. Nach § 1 Abs. 1 PfandBG besteht das Pfandbriefgeschäft aus der
1. Ausgabe gedeckter Schuldverschreibungen auf Grund erworbener Hypotheken unter der Bezeichnung Pfandbriefe oder Hypothekenpfandbriefe,
2. Ausgabe gedeckter Schuldverschreibungen auf Grund erworbener Forderungen gegen staatliche Stellen unter der Bezeichnung Kommunalobligationen, Kommunalschuldverschreibungen oder Öffentliche Pfandbriefe,
3. Ausgabe gedeckter Schuldverschreibungen auf Grund erworbener Schiffshypotheken unter der Bezeichnung Schiffspfandbriefe,
4. Ausgabe gedeckter Schuldverschreibungen auf Grund erworbener Registerpfandrechte nach § 1 des Gesetzes über Rechte an Luftfahrzeugen oder ausländischer Flugzeughypotheken unter der Bezeichnung Flugzeugpfandbriefe.

Das Erfordernis eines Kernkapitals von mindestens 25 Millionen Euro nach § 2 Abs. 1 PfandBG ist durch die Langfristigkeit der Darlehensgewährungen und der Emissionszeiträume des Pfandbriefgeschäftes begründet. Das Aktivgeschäft (gesetzlich „Deckungswerte“ genannt) muss nach § 4 Abs. 1 PfandBG das Volumen der Pfandbriefe um 2 % übersteigen („sichernde Überdeckung“). Diese sichernde Überdeckung darf nur in Schuldverschreibungen von bestimmten Staaten, deren Regionen und Institutionen oder Bankguthaben bei Zentralbanken der Europäischen Union bestehen. Außer dem Pfandbriefgeschäft dürfen noch Derivate (nach § 1 Abs. 11 Satz 3 Nr. 1 KWG) abgeschlossen werden, mit denen das Zinsänderungsrisiko ausgeschlossen werden kann. Weitere Deckungswerte sind in § 19 PfandBG selektiv zugelassen. Nach § 5 PfandBG ist von der Bank ein Deckungsregister zu führen, in das die Kreditgeschäfte einschließlich Derivatsansprüche einzutragen sind.

## International
Grundpfandrechte dürfen in Deutschland und vergleichbaren ausländischen Rechtsordnungen eingetragen werden. Dazu gehören nach § 13 Abs. 1 PfandBG die EU-Mitgliedstaaten oder ein anderer Vertragsstaat des Abkommens über den Europäischen Wirtschaftsraum, die Schweiz, die Vereinigten Staaten von Amerika, Kanada, Japan, Australien, Neuseeland und Singapur. § 18 PfandBG stellt klar, dass Grundschulden (auch Sicherungsgrundschulden) ebenso wie Hypotheken als Sicherungswerte in Betracht kommen. In der Beleihungspraxis der Kreditinstitute stellen Grundschulden gegenüber Hypotheken auf Grund ihrer mangelnden Akzessorietät zur Darlehensschuld den Regelfall dar. Da das PfandBG der BaFin weitergehende Aufsichtsbefugnisse einräumt, unterliegen Pfandbriefbanken einer strengeren Bankenaufsicht als die übrigen Kreditinstitute.